# Döbrönte
Döbrönte es un pueblo ubicado en el distrito de Pápa, en el condado de Veszprém, Hungría.

## Superficie
Posee una superficie de 10,79 kilómetros cuadrados.

## Demografía
Hasta 2019 la población era de 243 habitantes, con una densidad de población de 22,52 habitantes por kilómetro cuadrado.